# Ctenoplusia acuminata
Ctenoplusia acuminata är en fjärilsart som beskrevs av Embrik Strand 1917. Ctenoplusia acuminata ingår i släktet Ctenoplusia och familjen nattflyn. Inga underarter finns listade i Catalogue of Life.